# Casabianca (aviso)
Pour les articles homonymes, voir Casabianca.
Le Casabianca est le troisième et dernier membre de la classe D'Iberville de croiseurs-torpilleurs, construits pour la marine française dans les années 1890. La classe est aussi parfois classée comme canonnières torpilleurs ou avisos torpilleurs. Les navires de la classe D'Iberville étaient un développement des croiseurs-torpilleurs précédents, la principale amélioration étant une vitesse nettement plus élevée. Le Casabianca était armé de trois tubes lance-torpilles de 450 mm et d’un canon de 100 mm comme armement offensif principal.
Après son achèvement en 1896, le navire a servi dans l’escadre de la Méditerranée pendant la majeure partie de sa carrière en temps de paix. Pendant ce temps, ses principales activités consistaient en des manœuvres annuelles de la flotte effectuées chaque été. Il a été stationné en 1901 comme navire de garde à Tunis, en Tunisie française, avant de retourner à l’escadre de la Méditerranée en 1903. Désarmé en 1904, il a ensuite été converti en mouilleur de mines en 1913 et a servi dans ce rôle pendant la Première Guerre mondiale. Le 3 juin 1915, le Casabianca a heurté accidentellement l’une de ses propres mines lors d’une opération dans le golfe de Smyrne, et coule en causant la mort de 86 membres d'équipage. Soixante-six hommes ont été secourus par un destroyer britannique qui se trouvait à proximité.

## Conception
Au début des années 1880, la marine française a commencé à construire une série de croiseurs-torpilleurs pour utiliser la nouvelle torpille automotrice Whitehead. Les premières classes de ces navires, les classes Condor et Wattignies, étaient des navires relativement grands. Deux autres classes, les classes Bombe et Lévrier, étaient des navires beaucoup plus petits. Les trois navires de la classe D'Iberville marquent un retour aux navires plus grands, avec une vitesse considérablement accrue par rapport à leurs prédécesseurs. Tous ces navires ont été alternativement appelés croiseurs-torpilleurs, canonnières torpilleurs ou avisos torpilleurs,,.
Le Casabianca mesurait 80 m de longueur entre perpendiculaires, avec une largeur de 8,08 à 8,20 m et un tirant d'eau de 3,45 m. Il avait un déplacement de 990 tonnes. Son équipage varia de 140 à 143 officiers et hommes du rang au cours de sa carrière. Le système de propulsion du navire consistait en une paire de moteurs à vapeur à triple expansion entraînant deux arbres d'hélice. La vapeur était fournie par huit chaudières à tubes d'eau au charbon qui étaient canalisées dans deux cheminées. Ses machines étaient conçues pour produire 5 000 chevaux (3700 kW) pour une vitesse de pointe de 21,5 à 22 nœuds (39,8 à 40,7 km/h). Il avait un rayon d'action de 6 000 milles marins (11 000 km) à 10 nœuds (19 km/h).
Le navire était armé d’un canon de 100 mm dans un affût pivotant à l’avant. Pour la défense à courte portée contre les torpilleurs, il transportait trois canons de 65 mm à tir rapide et six ou sept canons Hotchkiss de 47 mm, tous dans des affûts individuels. Il était également armé de trois tubes lance-torpilles de 450 mm dans sa coque au-dessus de la ligne de flottaison. La protection consistait en un pont blindé incurvé de 20 mm d’épaisseur, ainsi que la même épaisseur de blindage sur la passerelle.

## Historique des services
La quille du Casabiana a été posée aux Forges et chantiers de la Gironde à Lormont en janvier 1894, il était le dernier membre de la classe en construction. Il a été lancé le 21 septembre 1895 et les travaux d’aménagement ont été achevés en 1896,. Lors de ses premiers essais en mer cette année-là, il atteint une vitesse de 21,22 nœuds (39,30 km/h). Il a été mis en service à temps pour prendre part aux manœuvres de cette année-là avec l’escadre de la Méditerranée, qui ont duré du 6 au 30 juillet. Il a servi dans le cadre de l’écran des croiseurs de la 2e division, avec le croiseur cuirassé Latouche-Tréville, le croiseur protégé Suchet et le croiseur torpilleur Faucon.
Le navire est resté avec l’écran des croiseurs de l’escadre de la Méditerranée en 1897, avec son navire jumeau le D'Iberville et plusieurs autres navires. Il participa aux manœuvres de la flotte cette année-là, qui durèrent du 7 au 30 juillet, et comprenaient des manœuvres de nuit, la défense de la flotte contre les torpilleurs et une simulation de bataille entre escadres de cuirassés. L’un des tubes lance-torpilles du Casabianca a été retiré en 1899. En 1901, le navire a été transféré à la division de réserve et a été stationné comme navire de garde à Tunis. Il participa aux manœuvres de la flotte de 1902, qui se déroulèrent en trois phases, bien que le Casabianca ne soit impliqué que dans la dernière phase. Cette série de manœuvres dura du 28 juillet au 4 août, et le Casabianca fut affecté à la flotte française principale, chargé de vaincre une flotte ennemie simulée qui représentait la flotte britannique de la Méditerranée.
Il a été transféré à l’escadre de la Méditerranée en 1903. À ce moment-là, le navire était à Toulon, en attente de réparations de ses chaudières, avec deux douzaines d’autres grands navires de guerre avec des chaudières tout aussi problématiques. Le navire a été converti en mouilleur de mines en 1913. Il avait une capacité de 97 mines marines. Le Casabianca a été affecté au groupe de mouilleurs de mines au début de la Première Guerre mondiale en août 1914, avec son navire jumeau Cassini et le mouilleur de mines La Hire. Du début du conflit jusqu’à la mi-1915, le Casabianca patrouilla dans le détroit d'Otrante et au large de Corfou, à l’extrémité sud de la mer Adriatique. Lors des opérations contre l’Empire ottoman, le navire heurta une mine qu’il avait lui-même posée au large de Smyrne et coula le 3 juin 1915,. Sur un effectif de 128 hommes, 66 (dont le capitaine du navire) ont été secourus par un destroyer britannique.